# Jan Voříšek
Jan Voříšek (* 30. října 1927 Dolní Újezd) je český matematik a pedagog.

## Život
Středoškolské vzdělání získal Jan Voříšek na reálce v Humpolci. Vedle zájmu o hudbu se u něho projevilo nadání i pro matematiku, které po maturitě (1946) rozvíjel na Přírodovědecké fakultě Univerzity Karlovy. Učitelskou aprobaci z matematiky a deskriptivní geometrie získal v roce 1950. Ještě před ukončením studií nastoupil jako učitel na dělnickou přípravku v Praze. Odtud přešel do Liberce a pak do Šluknova. V roce 1954 se vrátil do Prahy a působil zde na několika středních školách. V roce 1962 byl ustanoven odborným asistentem na Vysoké škole ekonomické. Současně externě přednášel deskriptivní geometrii na ČVUT v Praze. V roce 1972 obhájil kandidátskou práci a v roce 1980 se habilitoval na základě práce z problematiky aplikací teorie fuzzy grafů a relací v ekonomii.
Je autorem několika učebnic matematiky pro gymnázia.